# Cantó de Clervaux
El Cantó de Clervaux (luxemburguès Kanton Klierf) és un cantó situat al nord de Luxemburg, al districte de Diekirch. Té 331 kilòmetres quadrats i 20.687 habitants, i la seva capital és Clervaux.
Actualment el cantó el conformen 5 comunes:
- Clervaux
- Parc Hosingen: formada per les comunes de Consthum, Hosingen i Hoscheid[2]
- Troisvierges
- Weiswampach
- Wincrange

Abans de la remodelació duta a terme l'any 2012, eren 8 les comunes que en formaven part:
- Clervaux
- Consthum (unida a la comuna de Parc Hosingen)
- Heinerscheid (es va unir a la comuna de Clervaux)
- Hosingen (unida a la comuna de Parc Hosingen)
- Munshausen (es va unir a la comuna de Clervaux)
- Troisvierges
- Weiswampach
- Wincrange